# Danilo Ulep
Danilo Bangayan Ulep (ur. 24 czerwca 1962 w Tuguegarao) – filipiński duchowny rzymskokatolicki, od 2017 prałat terytorialny Batanes.

## Życiorys
Święcenia prezbiteratu przyjął 10 kwietnia 1987 i został inkardynowany do archidiecezji Tuguegarao. Pracował głównie jako duszpasterz parafialny, był także m.in. rektorem niższego seminarium w Alimannao, dyrektorem kurialnej komisji ds. powołań i seminarzystów oraz wikariuszem biskupim dla Alcali.
20 maja 2017 otrzymał nominację na prałata terytorialnego Batanes. Święceń biskupich udzielił mu 29 lipca 2017 abp Sergio Utleg.